# Claudia Rankine
Claudia Rankine (née le 1er janvier 1963 à Kingston dans la Jamaïque) est une universitaire, dramaturge, essayiste et poète afro-américaine.  Elle est membre de l'Academy of American Poets ; elle en a été élue chancelière en 2013. Depuis 2015, elle occupe la chaire de littérature anglaise Aerol Arnold au Dornsife College of Letters, Arts and Sciences de l'université de Californie du Sud.

## Biographie
Après ses études secondaires, Claudia Rankine s'inscrit au Williams College, où elle obtient une licence en 1986. Elle poursuit ses études à l'université Columbia et obtient un master en 1993.
Elle enseigne la création littéraire dans divers établissements universitaires : l'université Case Western Reserve (1994-1998), le Barnard College (1998-2006), l'université de Géorgie, l'université de Houston, et le Pomona College (2006-2015), avant d'obtenir un poste définitif à l'université de Caroline du Sud en 2015.

## Œuvres

### Poésie
- Plot, éd. Grove Press, 2001.
- The End of the Alphabet, éd. Grove Press, 1998.
- Nothing in Nature Is Private, éd. Cleveland State University Press, 1994.

### Théâtre
- Citizen: An American Lyric (en), éd. Graywolf Press, 2014[9].
- The Provenance of Beauty: A South Bronx Travelogue, 2009[10].
- Don't Let Me Be Lonely: An American Lyric, éd. Graywolf Press, 2004[11].

### Essais et anthologies
- Claudia Rankine by Claudia Rankine, sous presse, éd. Contemporary Art Center, sortie prévue : 2018.
- The Racial Imaginary: Writers on Race in the Life of the Mind, avec Beth Loffreda, éd.  Fence Book, 2014.
- Eleven More American Women Poets in the 21st Century: Poetics Across North America, avec Lisa Sewell, éd. Wesleyan University Press, 2012.
- American poets in the 21st century : the new poetics, avec Lisa Sewell, éd. Wesleyan University Press, 2007.

### Traductions françaises
- Si toi aussi tu m'abandonnes : ballade américaine, traduction de Don't Let Me Be Lonely: An American Lyric par Maïtreyi et Nicolas Pesquès, éd. Corti, 2010.
- Citizen. Ballade américaine (trad. Maïtreyi et Nicolas Pesquès), Paris, Éditions de l'Olivier, février 2020, 192 p. (ISBN 978-2-8236-1416-9)

## Regard sur son œuvre
L'œuvre de Claudia Rankine exprime de façon exacerbée les tensions des citoyens américains du XXIe siècle avec leurs contradictions socio-politiques et socio-culturelles. Son esthétique est marqué par un lyrisme puissant qui utilise toutes les ressources visuelles, orales et documentaires. À travers ses œuvres, elle dépeint le quotidien teinté de racisme envers les Afro-Américains, racisme fait de lapsus, d'évitement, de ressentiment au sujet de l'action positive. L'indétermination du « vous » dans les poèmes, met le lecteur qu'il soit blanc, hispano-américain, métis, afro-américain en empathie avec les vexations du racisme et le poids de leurs accumulations,,,.

## Prix et distinctions
- 2016 : bourse Prix MacArthur Fellowship[15],
- 2015 : le Forward Prize pour Citizen: An American Lyric[16]
- 2015 : le NAACP Image Award for Outstanding Literary Work in Poetry pour Citizen: An American Lyric[17],
- 2015 : le Los Angeles Times Book Prize in Poetry pour Citizen: An American Lyric[18],
- 2015 : le PEN/Open Book Award pour Citizen[19],
- 2014 : le National Book Critics Circle Award (poésie) winner pour Citizen: An American Lyric[20].